# Blitzen Trapper
Blitzen Trapper je americká hudební skupina. Vznikla v Portlandu roku 2000. Své první album, eponymní, kapela vydala roku 2003. Později vydala několik dalších alb. Zpočátku jejich nahrávky vydávala společnost Lidkercow Ltd., později přešli k Sub Pop a následně k Vagrant Records a Lojinx. Kapelu tvoří Eric Earley, Erik Menteer, Brian Adrian Koch, Michael Van Pelt a Marty Marquis, přičemž většina z nich hraje na více nástrojů.

## Diskografie
- Blitzen Trapper (2003)
- Field Rexx (2004)
- Wild Mountain Nation (2007)
- Furr (2008)
- Destroyer of the Void (2010)
- American Goldwing (2011)
- VII (2013)
- All Across This Land (2015)